# Arturo Cuyás
Arturo Cuyás Armengol (Barcelona 1845 – Madrid, 1 de noviembre de 1925) fue un periodista y escritor español.

## Biografía
Estudió derecho en Barcelona, pero abandona pronto para dirigirse a los Estados Unidos para ayudar a su padre que le requería en los negocios familiares. Se establece en Nueva York, y compagina los negocios con el periodismo. En 1864 era redactor de La Crónica de Nueva York, El Cronista y Las Novedades, corresponsal de La Época y El Imparcial, de Madrid, Diario de Barcelona, Diario de la Marina, La Voz de Cuba, de La Habana, al mismo tiempo que colaboraba también en la Revista Ilustrada de México.
Se mostró partidario del dominio español en Cuba y se especializó en economía e inmigración en los Estados Unidos. En 1893 bajo el seudónimo K. Lendas, tachó públicamente al caudillo político cubano en el exilio de «dislocado y epiléptico». Fue defensor de Maximiliano I de México, quien le concedió la condecoración de La Orden de Guadalupe. Fundador y director de la revista catalana La Llumanera de Nova York desde 1874 hasta 1881, ilustrada por Felip Cusachs, el medio más importante de los catalanes emigrados a América, desde donde defiende los intereses de los catalanes en Cuba. En 1876 contactó con la Sociedad de Beneficencia de Naturales de Cataluña para distribuir la revista en Cuba. Fue un miembro eminente de la comunidad española en los Estados Unidos, y también uno de los fundadores del Círculo Colón Cervantes y presidente de la Junta Patriótica Española de Nueva York. 
Algunos cubanos que lucharon en el bando por la independencia de la isla le denunciaron como agente español durante la guerra hispano-estadounidense (1898), y fue perseguido por el gobierno de Estados Unidos. Regresa a España, donde el gobierno le concede la Orden de Isabel la Católica. Viajó a Gran Bretaña, y allí conoce a Robert Baden-Powell interesándose por el movimiento scout. En 1915 se instala en Madrid, donde dirige la revista El Hogar Español y junto a Teodoro Iradier y Herrero promueve a los Exploradores de España, siendo nombrado comisario general de la institución. 
Interesado por la cultura anglosajona y la formación de la juventud, publicó un diccionario español-inglés que tuvo numerosas ediciones y fue adoptado oficialmente por las academias militares y navales, las universidades estadounidenses y también en Cuba, Puerto Rico y Filipinas. Se le considera el primer lexicógrafo que pensó incluir la pronunciación figurada en los diccionarios.

## Obras
- The devil's auction (1868), pieza de teatro
- Diccionario español-inglés e inglés-español (1876)
- Estudio sobre la inmigración en los Estados Unidos (1881)
- Catálogo de industrias norteamericanas (1887)
- The Cuban question in its true light (1895)
- Spanish rule in Cuba (1896)
- New constitutional laws for the island of Cuba (1897)
- Desde México (1897)
- Los Exploradores de España: ¿Qué son? ¿Qué hacen? (1912)
- Hace falta un muchacho (1913)